# Elektryfikacja

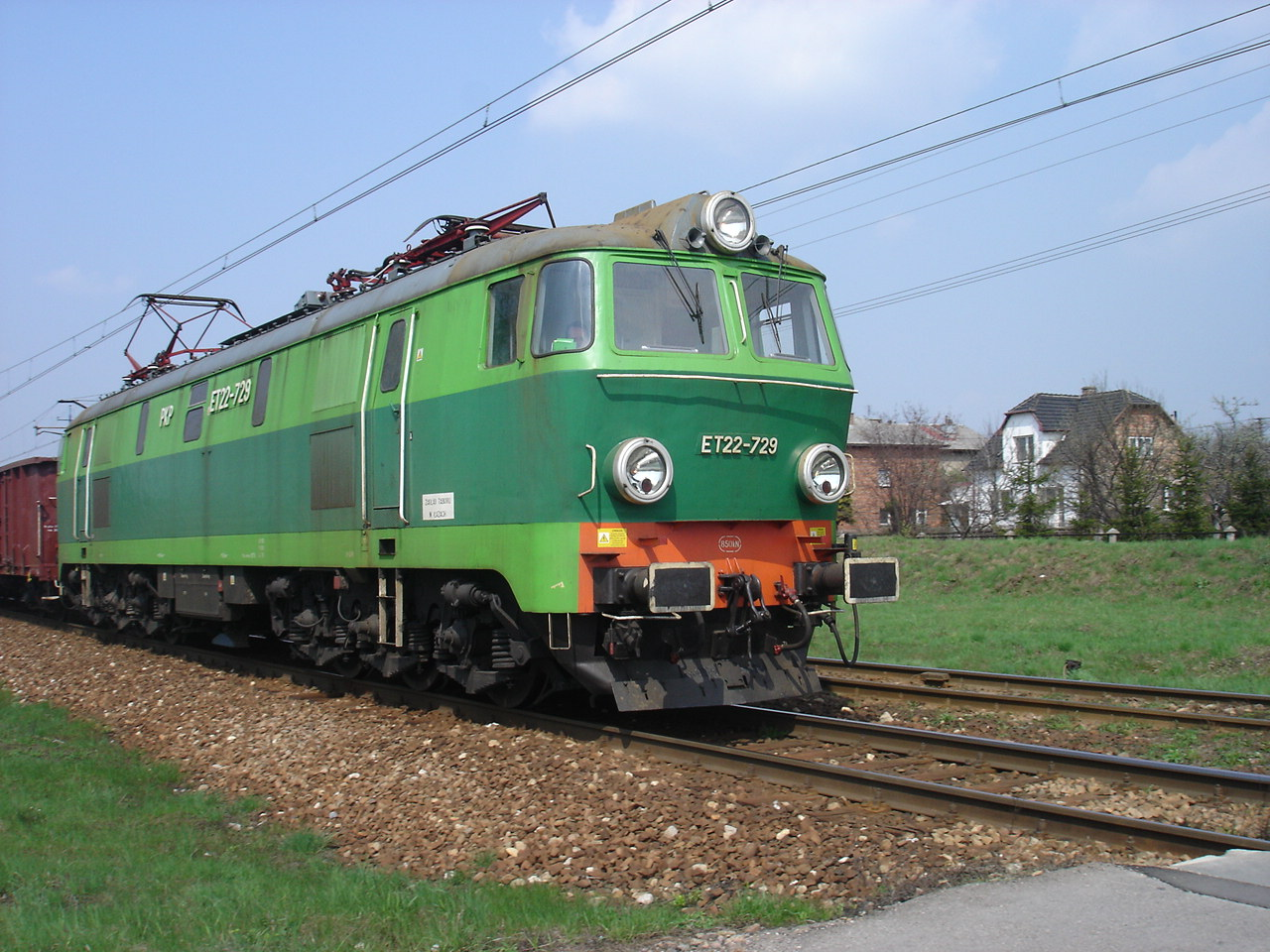
Lokomotywa elektryczna ET22 obok Dulowej, na zbudowanej w 1847 r. linii kolejowej nr 133 zelektryfikowanej w 1959

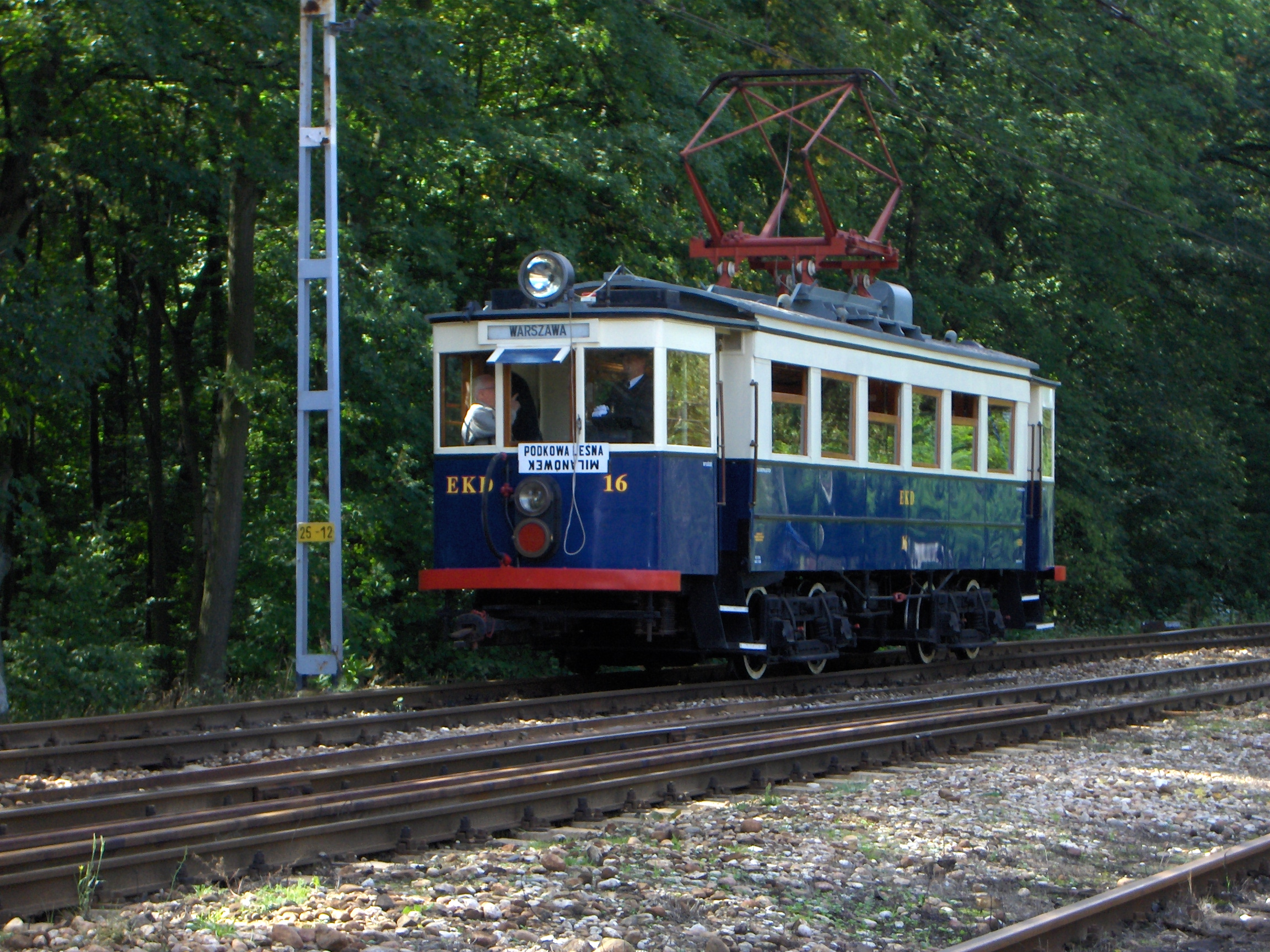
Zabytkowy elektryczny wagon silnikowy EN80 z 1927 r. na trasie EKD

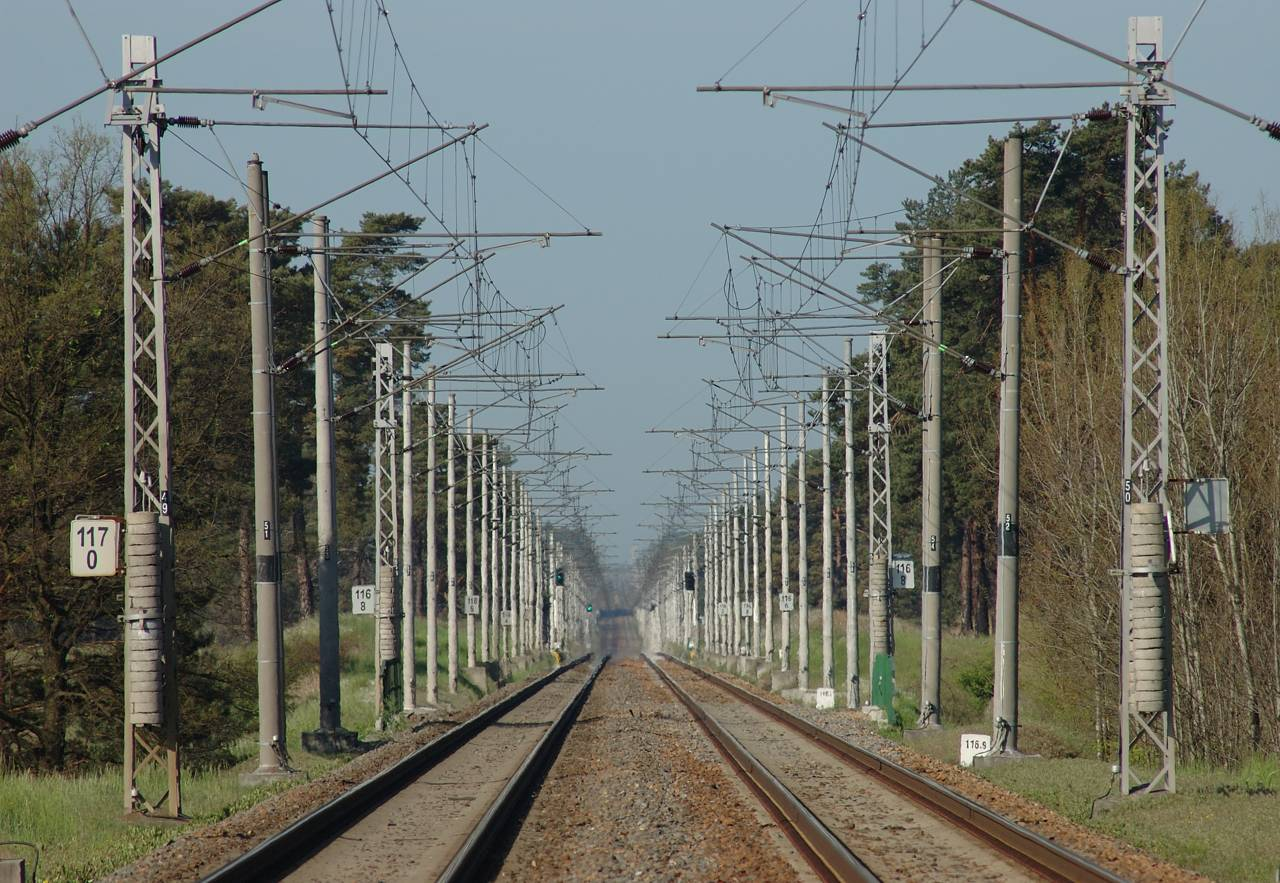
Kolejowa elektryczna sieć trakcyjna

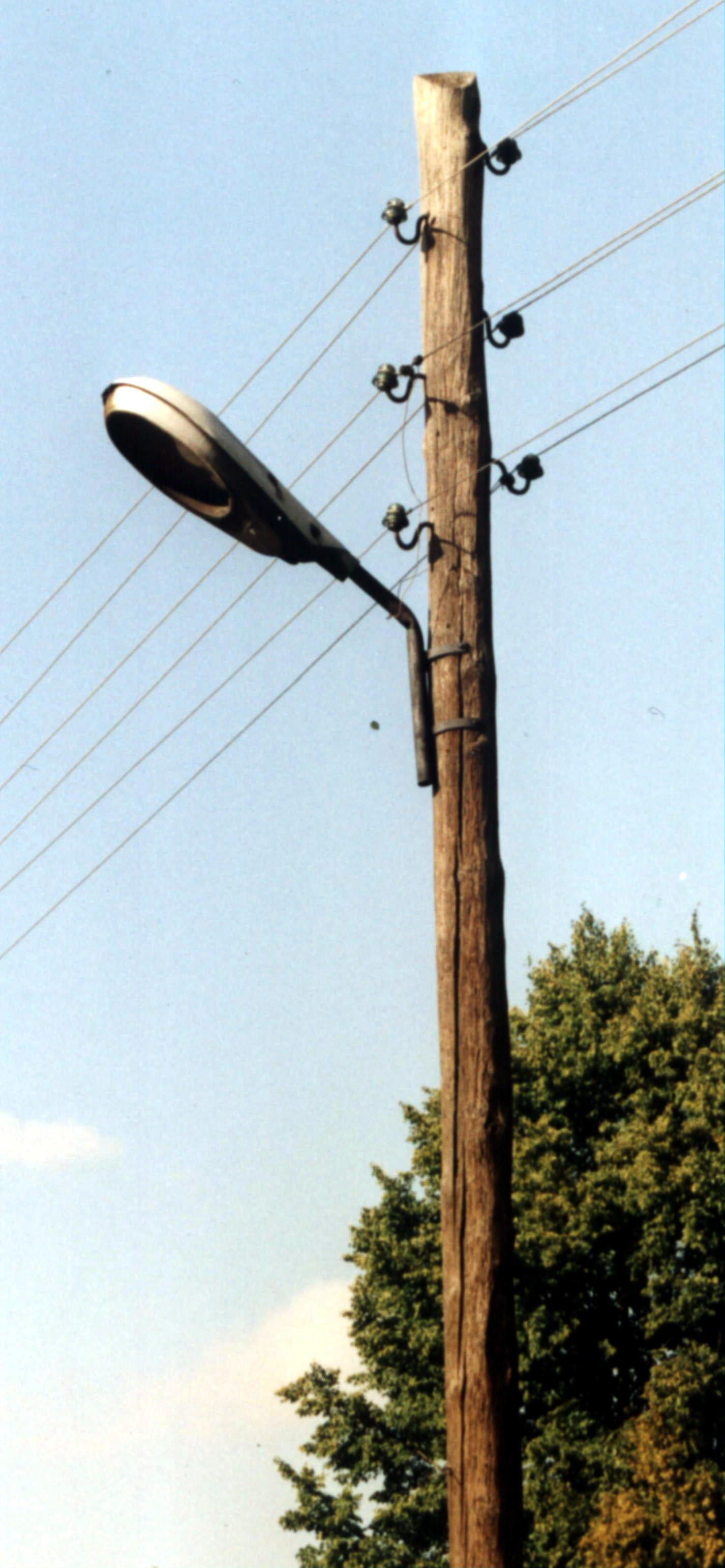
Typowa oprawa uliczna w zelektryfikowanej wsi

Elektryfikacja – proces mający na celu rozprzestrzenienie sieci elektroenergetycznej. Elektryfikowane są miejscowości lub obiekty przemysłowe, przez doprowadzanie linii elektrycznych ze stacji transformatorowych. Elektryfikacją nazywane jest również zakładanie sieci trakcyjnej nad torami kolejowymi lub stawianie słupów podtrzymujących linie energetyczne i odprowadzanie przewodów elektrycznych ze słupów do domów.

## Historia rozwoju elektryfikacji

### Początki
Początki elektryfikacji wiążą się z uruchomieniem w 1882 r. przez Thomasa Edisona pierwszej elektrowni publicznego użytku i koniecznością rozprowadzenia elektryczności do odbiorców.
Elektryfikacja miejscowości na skalę masową rozpoczęła się w latach 80. XIX w., a kolei w latach 20. XX w. Pierwsze próby i eksperymenty przeprowadzono w latach 90. XIX w.

### Rozwój w XX i XXI wieku
Elektryfikacja rozwijała się prężnie nie tylko w Stanach Zjednoczonych Ameryki i w Anglii (później Wielkiej Brytanii), ale także w wielu innych krajach, takich jak Niemcy, Polska, Francja, Rosja (najpierw Rosja Radziecka, później ZSRR), Indie, Chiny, Japonia i wiele innych. Podejmowane są próby rozszerzenia światowej sieci elektrycznej, chociażby w Afryce (głównie środkowej i wschodniej), ale na przeszkodzie stoi zła sytuacja ekonomiczna państw w tym rejonie kontynentu.

## Elektryfikacja w Polsce
Zgodnie z rozporządzeniem Prezydenta Rzeczypospolitej z dnia 27 października 1933 r. o popieraniu elektryfikacji, osobom fizycznym i prawnym, którym nadano uprawnienia rządowe (w myśl ustawy z dnia 21 marca 1922 r.), przyznawano w ciągu 5 lat od wejścia rozporządzenia w życie, następujące ulgi:
- zwolnienie od opłat stemplowych, jeśli kapitał zakładowy przeznaczony był na przedsięwzięcia związane z realizacją uprawnień,
- zwolnienie od opłat urzędowych pism, dotyczących przejścia nieruchomości, jeśli nieruchomości te były potrzebne do realizacji uprawnień,
- zwolnienie od podatków (z wyjątkiem dodatków samorządowych do podatku gruntowego) obiektów związanych z realizacją uprawnień,
- zwolnienie od wynagrodzenia za korzystanie z terenów państwowych do prowadzenia przewodów (z zachowaniem obowiązku do odszkodowania za rzeczywiste szkody),
- prawo pierwszeństwa w nabywaniu niezbędnych do realizacji uprawnień gruntów, przy parcelacjach nieruchomości ziemskich,
- prawo pierwszeństwa w nabywaniu od państwa materiałów budowlanych i opałowych potrzebnych dla zakładu elektrycznego,
- prawo pierwszeństwa w uzyskiwaniu zezwoleń na użytkowanie wód jako źródła energii.

Ulgi te obowiązywały przez okres 10 albo 15 lat (w zależności od obszaru działania), a warunkiem ich otrzymania było:
- zobowiązanie wybudowania lub rozbudowania w określonym terminie i eksploatacji wytwórczych zakładów elektrycznych, posiadających co najmniej jedną czynną jednostkę o mocy 10 000 kVA (względnie 3000 kVA, jeśli jako źródło energii użytkowane były węgiel brunatny, gaz ziemny, torf lub spadki wodne), lub
- zobowiązanie wybudowania w określonym terminie i eksploatacji linii elektrycznych na napięcie co najmniej 30 kV

w celu elektryfikacji okręgów elektryfikacyjnych państwa lub zbytu energii innym uprawnionym, mającym ten sam cel, oraz
- wykazanie się kapitałem zakładowym w wysokości co najmniej ⅓ zamierzonych inwestycji lub zobowiązanie do pokrycia co najmniej ⅓ zamierzonych inwestycji kapitałem zakładowym.

Rozporządzenie nie obowiązywało na obszarze ówczesnego województwa śląskiego, natomiast na obszarach województw nowogródzkiego, poleskiego, stanisławowskiego, tarnopolskiego, wileńskiego i wołyńskiego wystarczyło zobowiązanie wybudowania samodzielnych wytwórczo-rozdzielczych zakładów elektrycznych o jakiejkolwiek mocy i napięciu lub zakładów przesyłowo-rozdzielczych na napięcie co najmniej 6 kV. W 1938 r. okres przyznawania ulg został przedłużony o kolejne 5 lat, natomiast w 1939 r. moc obowiązywania rozporządzenia została rozciągnięta także na ówczesne województwo śląskie.
Przed wybuchem II wojny światowej nie było państwowego planu elektryfikacji, opartego na wskazaniach gospodarczych i planach inwestycyjnych, zabezpieczonych odpowiednimi środkami finansowymi. W 1939 r. w granicach ówczesnej Polski zelektryfikowane były 1263 wsie, co stanowiło ok. 3% ogółu wsi polskich. W okresie okupacji zelektryfikowano ok. 500 wsi w granicach Polski sprzed 1939 r. Po zakończeniu II wojny światowej Polska przejęła na ziemiach zachodnich i północnych (tzw. Ziemie Odzyskane) 1680 zelektryfikowanych wsi (z 8600 zarejestrowanych w ewidencjach niemieckich jako zelektryfikowane).

### Elektryfikacja wsi po II wojnie światowej
W 1945 r. zelektryfikowanych było 3512 wsi, co stanowiło niecałe 10% ogółu wsi polskich.
Prace związane z elektryfikacją wsi rozpoczęto w 1945 r. Początkowo były one wykonywane siłami terenowych służb energetycznych – zakładów sieciowych. Ponadto zaczęto reelektryfikację wsi na ziemiach zachodnich i północnych oraz organizację energetycznych przedsiębiorstw budowlano-montażowych. W 1946 r. CZE (Centralny Zarząd Energetyki), SPB (Społeczne Przedsiębiorstwo Budowlane) i ZSCh (Związek Samopomocy Chłopskiej) ustaliły jednolity system finansowania, wykonawstwa i współpracy przy elektryfikacji wsi. W jego ramach w CZE został stworzony specjalny Wydział Elektryfikacji Wsi, a w Zjednoczeniach Energetycznych utworzono odpowiednie wydziały elektryfikacji wsi; w 1947 r. został opracowany pierwszy plan inwestycyjny elektryfikacji wsi. Powstawały społeczne komitety elektryfikacji wsi, a państwo przeznaczyło na cel elektryfikacji środki finansowe równe ⅓ kwot wnoszonych przez użytkowników wiejskich. Podział prac i nakładów przedstawiał się następująco: zakłady sieciowe, podległe CZE, zakładały w poszczególnych miejscowościach linie wysokiego i niskiego napięcia, natomiast instalacje wewnętrzne były wykonywane z funduszów użytkowników wiejskich. Prace elektryfikacyjne prowadziły w tym czasie także Przedsiębiorstwa Robót Elektryfikacyjnych i Spółdzielnie Budownictwa Wiejskiego.
W okresie 1945–1949 zelektryfikowano 11 456 wsi, co stanowiło ok. 27% ogólnej liczby wsi w Polsce. W okresie tym wykonanie instalacji niskiego napięcia zostawiano użytkownikom wiejskim; w efekcie tego bywało, w ówczesnych warunkach, przy braku materiałów, wykonawców, a nieraz również środków finansowych, że kosztowna instalacja wysokiego napięcia pozostawała niewykorzystana.

#### Ustawa o powszechnej elektryfikacji wsi i osiedli
Ustawa z dnia 28 czerwca 1950 r. o powszechnej elektryfikacji wsi i osiedli (Dz.U. z 1950 r. nr 28, poz. 256) była pierwszą i jedyną powojenną ustawą dotyczącą elektryfikacji. W myśl art. 1, pkt. 1 tejże ustawy

Powszechna elektryfikacja obejmuje doprowadzenie przewodów elektrycznych napięcia użytkowego do budynków mieszkalnych i gospodarczych oraz założenie w tych budynkach wewnętrznego urządzenia odbiorczego.

Zgodnie z ustawą zadania kształtowania i realizacji polityki elektryfikacji wsi zostały przekazane Ministerstwu Rolnictwa, a w terenie – wydziałom rolniczym Prezydiów Rad Narodowych. Dla realizacji tychże zadań stworzono w MR Centralny Zarząd Elektryfikacji Rolnictwa, przemianowany później w ZER (Zjednoczenie Elektryfikacji Rolnictwa) i jego terenowe organy – PER-y (Przedsiębiorstwa Elektryfikacji Rolnictwa).
Zgodnie z zarządzeniem Ministra Rolnictwa z dnia 8 maja 1959 r. w sprawie zakresu zakładania urządzeń odbiorczych w budynkach objętych powszechną elektryfikacją wsi i osiedli, prywatne budynki mieszkalne i gospodarstwa rolne zostały podzielone na 3 standardy, w zależności od szacunkowego przychodu tych gospodarstw, a wyposażenie ich w urządzenia elektryczne obejmowało:
- w standardzie I: 2 punkty świetlne i 1 gniazdo wtykowe w mieszkaniu względnie (na żądanie uprawnionego) 1 punkt świetlny i 1 gniazdo wtykowe w mieszkaniu oraz 1 punkt świetlny w zabudowaniach gospodarskich,
- w standardzie II: 2 punkty świetlne i 1 gniazdo wtykowe w mieszkaniu oraz 1 punkt świetlny w zabudowaniach gospodarskich,
- w standardzie III: 3 punkty świetlne i 1 gniazdo wtykowe w mieszkaniu oraz 1 punkt świetlny w zabudowaniach gospodarskich.

Pozastandardowe urządzenia odbiorcze były instalowane pod warunkiem złożenia odpowiedniego wniosku i uiszczenia należności za nie. Dodatkowo w trakcie przeprowadzania elektryfikacji w poszczególnych wsiach i osiedlach pobierana była, na podstawie ustawy o powszechnej elektryfikacji wsi i osiedli (art. 3), jednorazowa opłata elektryfikacyjna (do spłaty w okresie 3 albo 4 lat w ratach półrocznych albo kwartalnych, w zależności od aktualnego rozporządzenia). Wspomniana ustawa (art. 5) umożliwiała także (na podstawie ustawy z 1935 r.) pociąganie mieszkańców wsi i osiedli, w których elektryfikacja była prowadzona, do świadczeń osobistych i rzeczowych na jej cele za wynagrodzeniem. Zgodnie z rozporządzeniem Ministrów Przemysłu Ciężkiego i Finansów z dnia 29 września 1950 r. w sprawie świadczeń osobistych i rzeczowych na cele powszechnej elektryfikacji wsi i osiedli, do świadczeń tych zaliczało się: wykonanie prostej (niewykwalifikowanej) pracy, dostarczenie podwód na cele elektryfikacji, kwater dla pracowników oraz pomieszczeń na sprzęt i materiały.
W ustawie z 1950 r. znalazły wyraz nowe zasady postępowania przy elektryfikacji wsi; ustawa ta, wraz z uchwałą Prezydium Rządu nr 275 z 1954 r., powołującą specjalistyczną organizację w resorcie rolnictwa dla elektryfikacji rolnictwa, ustaliły organizacyjne ujęcie całości problematyki elektryfikacji wsi i zasady jej realizacji, dostosowując je do ówczesnej polityki rolnej. Umożliwiło to:
- operatywne dostosowanie potencjału wykonawczego w terenie do występujących w danym momencie potrzeb rolnictwa w zakresie elektryfikacji,
- ekonomiczne ujednolicenie i ustalenie właściwych typów elementów urządzeń elektroenergetycznych w wykonawstwie,
- centralne planowanie materiałowe i szeroką prefabrykację elementów,
- wspólne opracowanie i uzgodnienie między resortami rolnictwa i energetyki podstawowej koncepcji planowej rozbudowy wiejskiej sieci rozdzielczej[6].

| Rok  | Liczba zelektryfikowanych gospodarstw | Procent ogółu gospodarstw |
| ---- | ------------------------------------- | ------------------------- |
| 1950 | 0 708 000                             | 20,0%                     |
| 1956 | 1 407 000                             | 36,9%                     |
| 1960 | 2 258 000                             | 58,3%                     |
| 1966 | 3 073 000                             | 79,2%                     |
| 1967 | 3 151 000                             | 81,1%                     |

Elektryfikacja przebiegała w poszczególnych rejonach Polski z różną szybkością, co wynikało z różnego stopnia zelektryfikowania w 1945 r. i różnego przebiegu elektryfikacji w początkowych jej latach, jak i z różnego stopnia nasilenia prac elektryfikacyjnych w zależności od znaczenia poszczególnych województw w produkcji rolniczej (towarowości). W 1967 r. ok. 740 000 gospodarstw, głównie w województwach centralnych i południowo-wschodnich, nie miało doprowadzonej energii elektrycznej. Wraz z gospodarstwami elektryfikowane były obiekty infrastrukturalne (szkoły, ośrodki zdrowia, kościoły itp.) oraz gospodarcze (np. młyny); szacunkowy stopień ich zelektryfikowania w 1967 r. wynosił 85%. PGR-y (w liczbie ok. 8500), POM-y i RSP-y były zelektryfikowane w 100% (w ostatnim przypadku szacunkowo). Jednostkowy koszt elektryfikacji gospodarstwa rolnego zwiększał się w miarę jej przebiegu, co wiązało się z faktem, że w pierwszej kolejności elektryfikowane były miejscowości o zwartej zabudowie, natomiast w późniejszym czasie miejscowości o zabudowie rozproszonej. Dla przykładu: w 1956 r. długość linii niskiego napięcia, przypadająca na 1 gospodarstwo rolne, wynosiła średnio 61,4 m, podczas gdy w 1966 r. – 106 m; z długością linii niskiego napięcia związana jest liczba stacji transformatorowych i linii średniego napięcia.
Prace z zakresu elektryfikacji wsi były prowadzone początkowo w ramach sekcji energetyki Zarządu Głównego SEP. Od 1959 r. prace te rozwijała podsekcja elektryfikacji rolnictwa, zamieniona w 1961 r. na sekcję o tej samej nazwie.
W 1988 r., w ramach powszechnej elektryfikacji, wyposażenie budynków stanowiących własność lub użytkowanych przez osoby fizyczne w urządzenia elektryczne obejmowało, niezależnie od szacunkowych dochodów: 4 punkty świetlne i 2 gniazda wtykowe w budynku mieszkalnym oraz 1 punkt świetlny w budynku gospodarczym.
Zmiana liczby odbiorców energii elektrycznej w Polsce pod koniec XX i na początku XXI w. według stanu na 31 grudnia (uwaga na zmianę sposobu liczenia: do 2004 r. liczba ogółem nie obejmowała gospodarstw domowych, których głównym źródłem utrzymania był dochód z użytkowanego gospodarstwa indywidualnego w rolnictwie):
| Rok                     | Liczba odbiorców ogółem | Odbiorcy miejscy | Odbiorcy miejscy | Odbiorcy wiejscy | Odbiorcy wiejscy |
| Rok                     | Liczba odbiorców ogółem | Liczba           | Udział           | Liczba           | Udział           |
| ----------------------- | ----------------------- | ---------------- | ---------------- | ---------------- | ---------------- |
| 1990                    | 09 702 000              | 7 613 000        | 78,5%            | 2 089 000        | 21,5%            |
| 1995                    | 10 417 000              | 8 157 000        | 78,3%            | 2 260 000        | 21,7%            |
| 1998                    | 10 758 000              | 8 371 000        | 77,8%            | 2 387 000        | 22,2%            |
| 1999                    | 10 972 000              | 8 503 000        | 77,5%            | 2 469 000        | 22,5%            |
| 2000                    | 11 123 000              | 8 572 000        | 77,1%            | 2 551 000        | 22,9%            |
| 2001                    | 11 331 000              | 8 693 000        | 76,7%            | 2 638 000        | 23,3%            |
| 2002                    | 11 433 000              | 8 737 000        | 76,4%            | 2 696 000        | 23,6%            |
| 2003                    | 11 533 000              | 8 773 000        | 76,1%            | 2 760 000        | 23,9%            |
| 2004                    | 11 861 000              | 8 837 000        | 74,5%            | 3 024 000        | 25,5%            |
| zmiana sposobu liczenia |                         |                  |                  |                  |                  |
| 2005                    | 13 648 000              | 8 997 000        | 65,9%            | 4 651 000        | 34,1%            |
| 2006                    | 13 710 000              | 9 061 000        | 66,1%            | 4 649 000        | 33,9%            |
| 2007                    | 13 832 000              | 9 150 000        | 66,2%            | 4 682 000        | 33,8%            |
| 2008                    | 13 948 000              | 9 260 000        | 66,4%            | 4 688 000        | 33,6%            |
| 2009                    | 14 023 000              | 9 317 000        | 66,4%            | 4 706 000        | 33,6%            |

(Źródła.)

### Elektryfikacja kolei

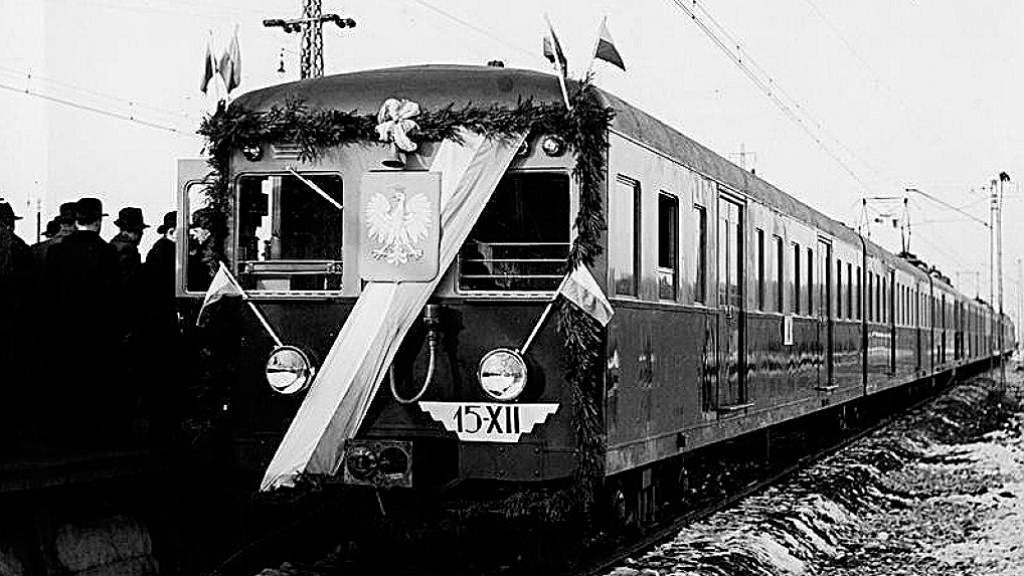
Otwarcie zelektryfikowanej linii warszawskiego węzła kolejowego łączącej Warszawę z Pruszkowem i Otwockiem

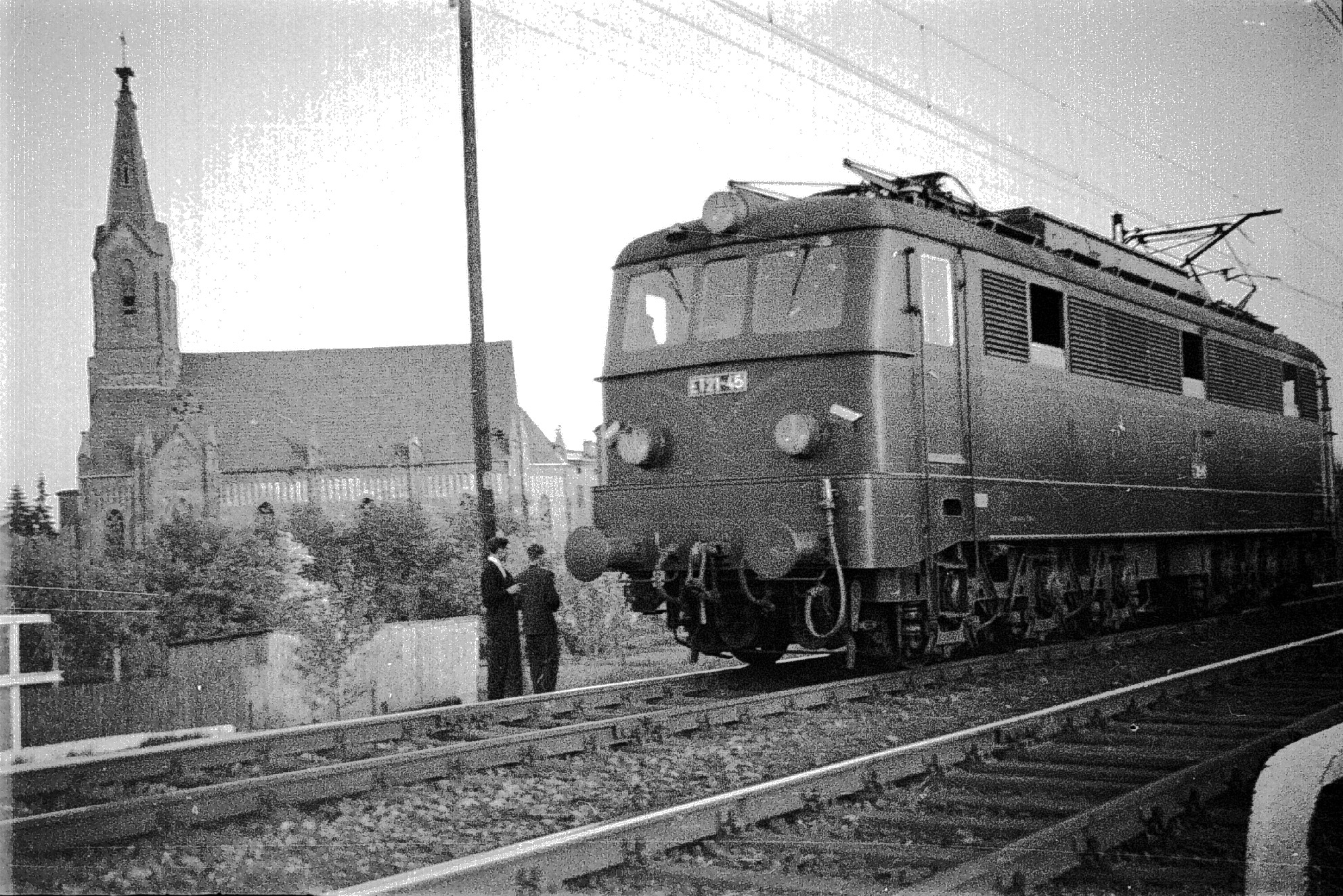
Pierwsze elektryczne pociągi w Radomsku (tuż po 1957 r.). Na fotografii lokomotywa elektryczna ET21-45

Początki elektryfikacji na obecnym terenie Polski datować można na 1914 r., kiedy to rozpoczęto elektryfikację Śląskiej Kolei Górskiej. W 1918 r. prof. Roman Podoski przygotował projekt elektryfikacji warszawskiej linii średnicowej, co później rozszerzono na cały węzeł warszawski. Pierwsze 110 km linii elektrycznej oddano do użytku w grudniu 1937 r.
| Rok                     | Ogółem | Zelektryfikowane | Zelektryfikowane | Niezelektryfikowane | Niezelektryfikowane |
| Rok                     | Ogółem | Liczba           | Udział           | Liczba              | Udział              |
| ----------------------- | ------ | ---------------- | ---------------- | ------------------- | ------------------- |
| 1950                    | 22 500 | 0 200            | 00,9%            | 22 300              | 99,1%               |
| 1960                    | 23 200 | 01 000           | 04,3%            | 22 200              | 95,7%               |
| 1970                    | 23 300 | 03 900           | 16,7%            | 19 400              | 83,3%               |
| 1980                    | 24 400 | 06 900           | 28,3%            | 17 500              | 71,7%               |
| 1990                    | 24 000 | 11 400           | 47,5%            | 12 600              | 52,5%               |
| 1993                    | 23 300 | 11 500           | 49,4%            | 11 800              | 50,6%               |
| 1994                    | 22 900 | 11 600           | 50,7%            | 11 300              | 49,3%               |
| 1995                    | 22 600 | 11 600           | 51,3%            | 11 000              | 48,7%               |
| 1996                    | 22 300 | 11 600           | 52,0%            | 10 700              | 48,0%               |
| 1997                    | 22 300 | 11 600           | 52,0%            | 10 700              | 48,0%               |
| 1998                    | 22 100 | 11 600           | 52,5%            | 10 500              | 47,5%               |
| 1999                    | 21 900 | 12 000           | 54,8%            | 09 900              | 45,2%               |
| 2000                    | 21 600 | 11 900           | 55,1%            | 09 700              | 44,9%               |
| 2001                    | 20 100 | 12 000           | 59,7%            | 08 100              | 40,3%               |
| 2002                    | 20 700 | 12 200           | 58,9%            | 08 500              | 41,1%               |
| 2003                    | 20 300 | 12 200           | 60,1%            | 08 100              | 39,9%               |
| 2004                    | 19 900 | 12 000           | 60,3%            | 07 900              | 39,7%               |
| zmiana sposobu liczenia |        |                  |                  |                     |                     |
| 2005                    | 19 800 | 11 900           | 60,1%            | 07 900              | 39,9%               |
| 2006                    | 19 800 | 11 900           | 60,1%            | 07 900              | 39,9%               |
| 2007                    | 19 800 | 11 900           | 60,1%            | 07 900              | 39,9%               |
| 2008                    | 20 000 | 11 900           | 59,5%            | 08 100              | 40,5%               |
| 2009                    | 20 200 | 12 000           | 59,4%            | 08 200              | 40,6%               |
| 2022                    | 19 393 | 12 126           | 62,53%           | 7 267               | 37,47%              |

Źródła: 

### Elektryfikacja w kulturze
Przedsięwzięcie elektryfikacji, jako jeden z elementów planu sześcioletniego, zostało upamiętnione w 1951 i 1952 r. znaczkami pocztowymi (odpowiednio: 581 i 582 oraz 605 i 606). W 1952 r. powstał krótkometrażowy reportaż pt. „Egzamin”, przedstawiający elektryfikację wsi na Kaszubach. Temat elektryfikacji był też podejmowany w Polskiej Kronice Filmowej (np. PKF 36/46, PKF 14/49).